# 相川冬也
相川 冬也（あいかわ とうや、1970年10月2日 - ）は、日本の俳優、声優、ナレーター。千葉県出身。東京俳優生活協同組合所属。旧芸名は熱田 秀男。

## 人物
東京アナウンス学院卒。俳協演劇研究所出身。
声域はテノール。特技はバレエ、ジャズダンス。趣味は映画鑑賞。
免許・資格は普通自動車免許、自動二輪中型免許。

## 出演

### テレビ
- 家政婦は見た!
- バーチャルガール
- ハンマーセッション!
- 百鬼夜行抄
- 放送事件記者

### 特撮
- 激走戦隊カーレンジャー（ボーゾックの声）
- ビーロボカブタック（塾の先生）

### 映画
- 風がきこえる ※アニメ映画
- 独立少年合唱団

### ラジオCM
- ライオン90秒劇場

### 舞台
- 赤ん坊は申し分なく生まれた（藤田）
- あたし天使あなた悪魔（警官）
- アンチェイン・マイ・ハー
- ON AIR（主役）
- 近藤勇を斬った男（兵五）
- 七人みさき
- 地球の秘密・坪田愛華物語
- 走れメロス
- 船乗りクプクプの冒険（ヌボー）
- モグラたちの夢ゲリラ（ポー太）
- 夜曲（主役）
- 横須賀ドブ板物語
- レンブラント・レイ